# CiviCRM
CiviCRM  /ˈsɪvi_ˌsiːɑːrˈɛm/ SIV -ee CRM ) es una suite de software de código abierto basada en la web para la gestión de relaciones con los constituyentes, dentro del ámbito más amplio de la gestión de relaciones con los clientes (CRM). Está diseñado específicamente para satisfacer las necesidades de organizaciones sin fines de lucro, ONG y grupos de defensa, sirviendo también como sistema de gestión de asociaciones. CiviCRM administra información sobre donantes, miembros, participantes de eventos, suscriptores y solicitantes de subvenciones. También realiza un seguimiento de voluntarios, activistas, votantes y contactos comerciales como empleados, clientes o proveedores.

## Descripción
El sistema central de CiviCRM gestiona contactos, relaciones, actividades, grupos, etiquetas y permisos. Componentes adicionales manejan contribuciones (CiviContribute), eventos (CiviEvent), membresías (CiviMember), casos (CiviCase), subvenciones (CiviGrant), campañas (CiviCampaign), peticiones (CiviPetition), correos masivos (CiviMail) y reportes (CiviReport). Estos módulos se pueden activar o desactivar según las necesidades de la organización. Además, las funciones están disponibles en dispositivos móviles a través de CiviMobile. La octava versión más reciente se lanzó en octubre de 2024. 

## Lectura adicional
- Varios autores: Manual de CiviCRM . Libro gratuito ( GPL ) de FLOSS Manuals (1ª ed. mayo de 2009, 2ª ed. mayo de 2010, 3ª ed. marzo de 2011). Cubre la funcionalidad principal de CiviCRM para contactos (individuos, hogares y organizaciones), relaciones y actividades, así como sus cuatro módulos principales: CiviContribute, CiviEvent, CiviMail y CiviMember.
- Libros gratuitos en línea en CiviCRM Books Archived  </link>
- Joseph Murray y Brian Shaughnessy: Uso de CiviCRM . Paquete Editorial . Desarrolle e implemente un plan de CRM sistemático y totalmente funcional para su organización utilizando CiviCRM.